# (9895) 1996 BR3
A (9895) 1996 BR3 a Naprendszer kisbolygóövében található aszteroida. Kobajasi Takao fedezte fel 1996. január 27-én.